# Teófilo Braga

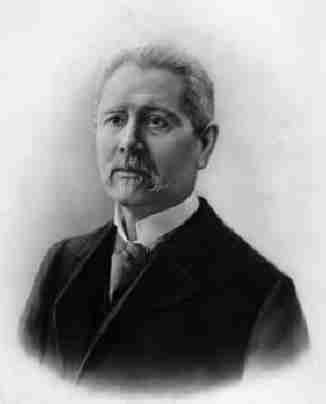
Teófilo Braga.

Joaquim Teófilo Fernandes Braga, född den 24 februari 1843 på ön São Miguel (en av Azorerna), död den 28 januari 1924 i Lissabon, var en portugisisk litteraturhistoriker, skald och statsman.
Braga utgav vid 16 års ålder diktsamlingen Folhas verdes, blev juris doktor i Coimbra 1868 och därefter 1872 professor i modern litteratur vid Curso superior de lettras i Lissabon. År 1890 invaldes han i portugisiska vetenskapsakademien. Braga var en genialisk och ovanligt produktiv författare, men alltför hastigt producerande för att hans alster skulle kunna alltigenom vara gedigna. Vid sidan av en imponerande mängd arbeten i bokform medhann han att skriva bidrag till en mängd in- och utländska tidskrifter. 
Verkligt anderika är hans dikter: Stella Matutina (1863; ett bibliskt epos), Visão dos tempos (1864, ett slags världsalltets och människosläktets epos, i Victor Hugos stil), Torrentes (1868) med flera. Mera betydande var Braga dock såsom litteraturhistoriker. Hans brett anlagda Historia da litteratura portugueza (i form av monografier, 16 band, 1870–1880; ny, utvidgad upplaga) överträffas i användbarhet av de mera korta handböckerna Theoria (Manual, Curso) da historia da litteratura portugueza. Med de samtida författarna sysselsätter sig hans Modernas ideias na litteratura portugueza (2 band, 1892). 
Han utgav till Camões 300-årsjubileum en förtjänstfull Bibliographia camoniana (1880). Stor förtjänst inlade Braga som den egentlige grundläggaren av portugisisk folklore. Redan i studentåren samlade han sitt lands folkvisor, romanser och sägner. Av hithörande arbeten må nämnas Cancioneiro popular (1867), Contos tradicionaes do povo portuguez'" (2 band, 1883) och O povo portuguez nos seus costumes, crenças e tradições (2 band, 1886). 
På det filosofiska området införde han Comtes positivism i Portugal genom särskilt utgivna skrifter och uppsatser i tidskriften "O positivismo" (1800–1886); dess anda råder också i Bragas diktsamling Miragens seculares (1884). I samma anda författade han en världshistoria, Historia universal (2 band, 1878–1882), som blev föremål för starka angrepp. Han skev även Coimbra-universitetets historia (3 band, 1892–1897).
I politiskt avseende var Braga radikal och en av det demokratiska partiets chefer. Han blev vid monarkins störtande i Portugal oktober 1910 utsedd till den nya republikens provisoriske president och kvarstod som sådan till presidentvalet efter den nya författningens antagande i augusti 1911, då han besegrades av Manuel de Arriaga. När så Arriaga av hälsoskäl avgick den 29 maj 1915, valdes Braga till president för återstoden av dennes ämbetstid, till den 6 oktober samma år. Som president förmådde han inte utöva stort inflytande på det oroliga politiska livet i Portugal.